# Bomolocha dasialis
Bomolocha dasialis är en fjärilsart som beskrevs av William Schaus 1904. Bomolocha dasialis ingår i släktet Bomolocha och familjen nattflyn. Inga underarter finns listade i Catalogue of Life.